# Pszükhé

Pszükhé elrablása – William-Adolphe Bouguereau festménye

Pszükhé (Ψυχή) (latinul Psyche) a görög mitológiában halandó királylány, aki előbb Erósz (latinul Amor vagy Cupido) kedvese, majd mint istennő, felesége lett. Történetében az emberi lelket személyesíti meg, amely a halált is vállaló küzdelmekkel érdemli ki, hogy a szerelemmel földöntúli boldogságban egyesüljön. 
Történetének legismertebb elbeszélése Apuleius Az Aranyszamár című regényében lelhető fel.

## Erósz és Pszükhé
Pszükhé egy királyi pár harmadik leányaként látta meg a napvilágot, két nővérének szépsége elhalványult mellette, aki olyan gyönyörű volt, hogy messzi földről csodájára jártak. Az emberek már azt rebesgették, hogy a lány nem is közönséges halandó, hanem egy földreszállt istennő, egy új Aphrodité. Pszükhé korántsem örült az istenítésnek, mert senki sem akarta feleségül venni, csak földöntúli szépségét csodálták. Szépsége felkeltette Aphrodité irigységét is, mert tisztelői Pszükhéhez pártoltak, templomai elnéptelenedtek. Meg akarta alázni a lányt, ezért fiát Erószt arra kérte, hogy keltsen benne szerelmet a föld legnyomorultabb férfija iránt, de Erósz mihelyt megpillantotta, belészeretett Pszükhébe, bár erről anyjának nem szólt.
A lány apja felkereste Apollón jósdáját, hogy megtudakolja, hogyan szerezhetne leánya számára vőlegényt, s azt a választ kapta, hogy leányát menyegzői ruhába öltöztetve vezesse egy magas sziklára, ahova majd érte jön egy kegyetlen szárnyas isten aki az egész világot leigázza. A királyi pár teljesítette az utasítást, s mikor Pszükhé magára maradt Erósz Zephürosszal elraboltatta és palotájába vitette egy mély völgybe. Itt éltek boldogan egymással, de úgy, hogy csak éjszaka találkoztak, s Erósz sohase fedte fel kilétét. Az isten figyelmeztette kedvesét, hogy nővérei el fognak jönni és látván szerencséjét tönkre fogják tenni boldogságukat. Ha kérdezik majd titokzatos férje felől, adjon kitérő válaszokat, ajándékozza meg nővéreit ékszerekkel és indítsa útjukra őket. Így is tett Pszükhé, nővérei csakugyan eljöttek és kíváncsi kérdéseikre a lány kitérő válaszokat adott, de ez felkeltette azok gyanúját, hogy húguk maga sem ismeri férje kilétét, s mivel irigyelték boldogságát, elhatározták, hogy tönkreteszik és addig zaklatták, míg rávették, hogy győződjön meg arról, ki a férje, mert ők úgy tudják, hogy a jósda egy rettenetes, förtelmes szörnyről beszélt.
Éjszaka Pszükhé kezében olajlámpással és egy éles késsel férje ágyához lopakodott, de ott a legédesebb lényt találta, Erószt. Fölébe hajolt, hogy megcsókolja, de a lámpásból egy csepp forró olaj az isten vállára cseppent, aki felriadt és mérgében mert Pszükhé megszegte fogadalmát, elrepülve otthagyta a lányt, de azt az egyet még elárulta neki, hogy gyereket vár, akinek az apja ő maga. Pszükhé bánatában elhatározta, hogy vízbe fojtja magát, de a folyó istene kimentette és a parton üldögélő Pán azt tanácsolta neki, hogy kutassa fel kedvesét. Pszükhé Erósz keresésére indult, de mivel nem lelte nyomát, ezért annak anyjától, Aphroditétól kért kegyelmet, aki időközben értesült a dolgokról és ismét fellángolt régi haragja a lány iránt. Amikor megtudta, hogy Pszükhé gyermeket vár, belőle pedig nagymama lesz, dühe tetőpontjára hágott, megkorbácsoltatta szolgálóival a lányt és nehéz próbáknak vetette alá, remélve, hogy elpusztul a feladatok teljesítése közben. Legutolsó és egyben legnehezebb feladataként az Alvilágba kellett leszállnia, hogy Perszephonétól egy arcfestéket tartalmazó szelencét hozzon Aphroditénak. A küldetést szerencsésen teljesítette és már közel járt a szerelemistennő palotájához, de úrrá lett rajta a kíváncsiság, felnyitotta a ládikát és a kiáramló gőz – mert az volt benne, nem arcfesték – halálos kábulatba ejtette. Szerencsére Erósz megmentette, majd megkérte Zeuszt, hogy emelje istennői rangra kedvesét. Az istenek ura teljesítette a kérést, az ifjú pár lakodalmán, amit az Olümposzon tartottak, megjelent Aphrodité is és ünnepélyesen kibékült menyével, hisz istennőként már nem volt kifogása ellene. Pszükhé pedig nem sokkal utána megszülte leányát, Hédónét, a gyönyört.